# Ceará-Mirim
Ceará-Mirim is een gemeente in de Braziliaanse deelstaat Rio Grande do Norte. De gemeente telt 73.849 inwoners (schatting 2017).

## Aangrenzende gemeenten

Ceará-Mirim en de omliggende gemeenten

De gemeente grenst aan Extremoz, Ielmo Marinho, Maxaranguape, Pureza, São Gonçalo do Amarante en Taipu.